# Horace R. Monday, Jr.
Horace Reginald Monday, Jr. (* Dezember 1933 in Bathurst; † 16. November 1991 in London) war ein gambischer Ökonom und Diplomat.

## Leben
Nach der Schulbildung in Gambia studierte Horace R. Monday Wirtschaft und machte seinen BA an der University of Exeter, Vereinigtes Königreich. 1960 begann er seine Tätigkeit in Gambia im öffentlicher Dienst. Er war von 1965 bis 1971 Direktor des Währungsrates (englisch The Gambia currency board). Ab 1971, mit der Gründung der Gambischen Zentralbank, war er dessen erster Gouverneur. Im Dezember 1972 wurde er als Gouverneur von Sheriff S. Sisay abgelöst. Monday war anschließend als Geschäftsführer der National Development Bank in Banjul tätig.
1988 wurde er von der Regierung Jawara als Nachfolger von Sam Sarr, als Hochkommissar in London (Vereinigtes Königreich) entsendet. Dort war er auch akkreditiert für Österreich, Dänemark, Norwegen, Schweden, der Schweiz und war auch Vertreter Gambias beim Heiligen Stuhl.
Er stab unerwartet 1991 57-jährig in London. Sein Nachfolger als Hochkommissar wurde Mohammadou N. Bobb.

## Auszeichnungen und Ehrungen
- 2015 – Laurete Award für Transformationliches Bankwesen von der Amerikanischen Handelskammer in Gambia[3]